# Vetenskapsåret 1861

## Händelser
- 2 mars - Föreningen T. I. (Svenska Teknologföreningen) grundas av elever vid Teknologiska Institutet (föregångaren till KTH) i Stockholm.
- "Den stora kometen" C/1861 J1 upptäcks i Australien.
- William Crookes upptäcker grundämnet tallium.
- Ignaz Semmelweiss publicerar Die Ätiologie, der Begriff und die Prophylaxis des Kindbettfiebers, om vikten av hygien under barnfödslar.

### Paleontologi
- September - Den första kompletta identifieringen av Archaeopteryx grävs upp utanför Langenaltheim.[1]

## Pristagare
- Copleymedaljen: Louis Agassiz, schweizisk-amerikansk naturforskare.
- Wollastonmedaljen: Heinrich Georg Bronn, tysk geolog och paleontolog. [2]

## Födda
- 15 februari
  - Charles Edouard Guillaume (död 1938), schweizisk-fransk fysiker.
  - Alfred North Whitehead (död 1947), brittisk filosof och matematiker.
- 7 juli - Richard Stribeck (död 1950), tysk maskiningenjör och vetenskapsman.
- 15 september - Mokshagundam Visvesvarayya (död 1962), indisk ingenjör.
- 28 september - John Landin (död 1920), svensk kemist.
- Ivar Bendixson (död 1935), svensk matematiker.

## Avlidna
- 10 november - Isidore Geoffroy Saint-Hilaire (född 1805), fransk zoolog.

### Fotnoter
1. ↑  Natural History Museum (London) BMNH 37001. Chiappe, Luis M. (2007). Glorified Dinosaurs. Sydney: UNSW Press. sid. 118–146. ISBN 0-471-24723-5
2. ↑  ”Geological Society”. Arkiverad från originalet den 5 juni 2011. https://web.archive.org/web/20110605102217/http://www.geolsoc.org.uk/gsl/society/history/page750.html. Läst 13 april 2011.